# Gwendal Peizerat
Gwendal Peizerat (Bron, França, 21 de abril de 1972) é um ex-patinador artístico francês, que competiu em provas na dança no gelo. Ele foi campeão olímpico na patinação artística em 2002 ao lado de Marina Anissina.

## Principais resultados

### Com Marina Anissina
| Resultados                                                             | Resultados        | Resultados        | Resultados       | Resultados        | Resultados        | Resultados       | Resultados      | Resultados       | Resultados       | Resultados    | Resultados    | Resultados    |
| Internacional                                                          | Internacional     | Internacional     | Internacional    | Internacional     | Internacional     | Internacional    | Internacional   | Internacional    | Internacional    | Internacional | Internacional | Internacional |
| Evento/Temporada                                                       | 1993– 1994        | 1994– 1995        | 1995– 1996       | 1996– 1997        | 1997– 1998        | 1998– 1999       | 1999– 2000      | 2000– 2001       | 2001– 2002       |               |               |               |
| ---------------------------------------------------------------------- | ----------------- | ----------------- | ---------------- | ----------------- | ----------------- | ---------------- | --------------- | ---------------- | ---------------- | ------------- | ------------- | ------------- |
| Jogos Olímpicos                                                        |                   |                   |                  |                   | Medalha de bronze |                  |                 |                  | Medalha de ouro  |               |               |               |
| Campeonato Mundial                                                     | 10.º              | 6.º               | 4.º              | 5.º               | Medalha de prata  | Medalha de prata | Medalha de ouro | Medalha de prata |                  |               |               |               |
| Campeonato Europeu                                                     | 12.º              | 5.º               | 4.º              | 4.º               | Medalha de bronze | Medalha de prata | Medalha de ouro | Medalha de prata | Medalha de ouro  |               |               |               |
| GP Grand Prix Final                                                    |                   |                   |                  | Medalha de bronze | Medalha de bronze | Medalha de prata | Medalha de ouro |                  | Medalha de prata |               |               |               |
| GP NHK Trophy                                                          | 5.º               | Medalha de bronze | Medalha de ouro  | Medalha de prata  |                   | Medalha de ouro  | Medalha de ouro | Medalha de ouro  | Medalha de ouro  |               |               |               |
| GP Sparkassen Cup on Ice                                               |                   | Medalha de ouro   |                  |                   | Medalha de prata  |                  |                 |                  |                  |               |               |               |
| GP Skate America                                                       |                   | Medalha de prata  |                  |                   |                   | Medalha de ouro  |                 |                  |                  |               |               |               |
| GP Skate Canada International                                          |                   |                   | Medalha de prata | Medalha de prata  |                   |                  |                 | Medalha de ouro  |                  |               |               |               |
| GP Trophée Lalique                                                     | Medalha de bronze | Medalha de ouro   | Medalha de prata | Medalha de ouro   | Medalha de prata  | Medalha de ouro  | Medalha de ouro | Medalha de ouro  | Medalha de ouro  |               |               |               |
| Ondrej Nepela Memorial                                                 | Medalha de ouro   |                   |                  |                   |                   |                  |                 |                  |                  |               |               |               |
| Piruetten                                                              | 5.º               |                   |                  |                   |                   |                  |                 |                  |                  |               |               |               |
| Nacional                                                               |                   |                   |                  |                   |                   |                  |                 |                  |                  |               |               |               |
| Campeonato Francês                                                     | Medalha de prata  | Medalha de prata  | Medalha de ouro  | Medalha de ouro   | Medalha de ouro   | Medalha de ouro  | Medalha de ouro | Medalha de ouro  |                  |               |               |               |
|                                                                        |                   |                   |                  |                   |                   |                  |                 |                  |                  |               |               |               |
| Legenda: GP = Grand Prix; Competição não foi disputada nesta temporada |                   |                   |                  |                   |                   |                  |                 |                  |                  |               |               |               |

### Com Marina Morel
| Resultados                        | Resultados        | Resultados    | Resultados       | Resultados        | Resultados       | Resultados    | Resultados    | Resultados    | Resultados    | Resultados    | Resultados    | Resultados    |
| Internacional                     | Internacional     | Internacional | Internacional    | Internacional     | Internacional    | Internacional | Internacional | Internacional | Internacional | Internacional | Internacional | Internacional |
| Evento/Temporada                  | 1988– 1989        |               | 1990– 1991       | 1991– 1992        | 1992– 1993       |               |               |               |               |               |               |               |
| --------------------------------- | ----------------- | ------------- | ---------------- | ----------------- | ---------------- | ------------- | ------------- | ------------- | ------------- | ------------- | ------------- | ------------- |
| Campeonato Europeu                |                   |               | 12.º             |                   |                  |               |               |               |               |               |               |               |
| Grand Prix International de Paris |                   |               | 7.º              | 6.º               |                  |               |               |               |               |               |               |               |
| Piruetten                         |                   |               |                  | Medalha de bronze |                  |               |               |               |               |               |               |               |
| Internacional – Júnior            |                   |               |                  |                   |                  |               |               |               |               |               |               |               |
| Campeonato Mundial Júnior         | Medalha de bronze |               | Medalha de prata |                   |                  |               |               |               |               |               |               |               |
| Nacional                          |                   |               |                  |                   |                  |               |               |               |               |               |               |               |
| Campeonato Francês                |                   |               |                  | Medalha de bronze | Medalha de prata |               |               |               |               |               |               |               |